# Drosendorf-Zissersdorf
Drosendorf-Zissersdorf osztrák város Alsó-Ausztria Horni járásában. 2024 januárjában 1178 lakosa volt. 

## Elhelyezkedése

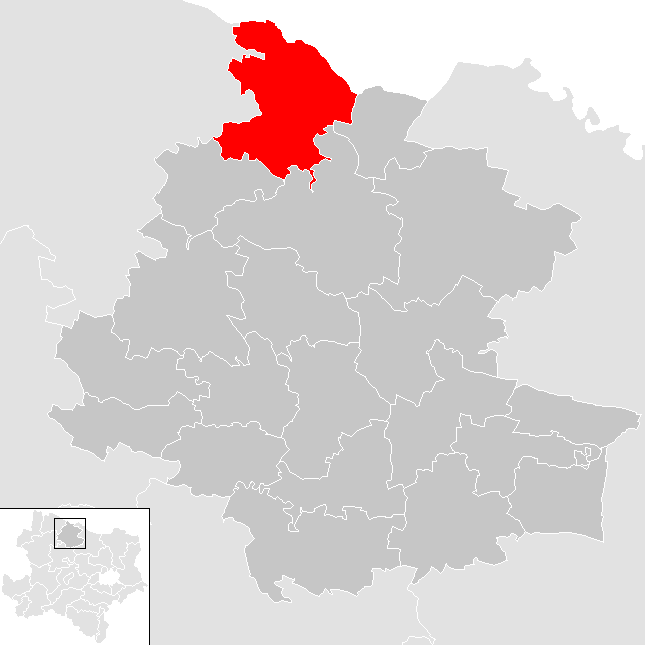
Drosendorf-Zissersdorf a Horni járásban

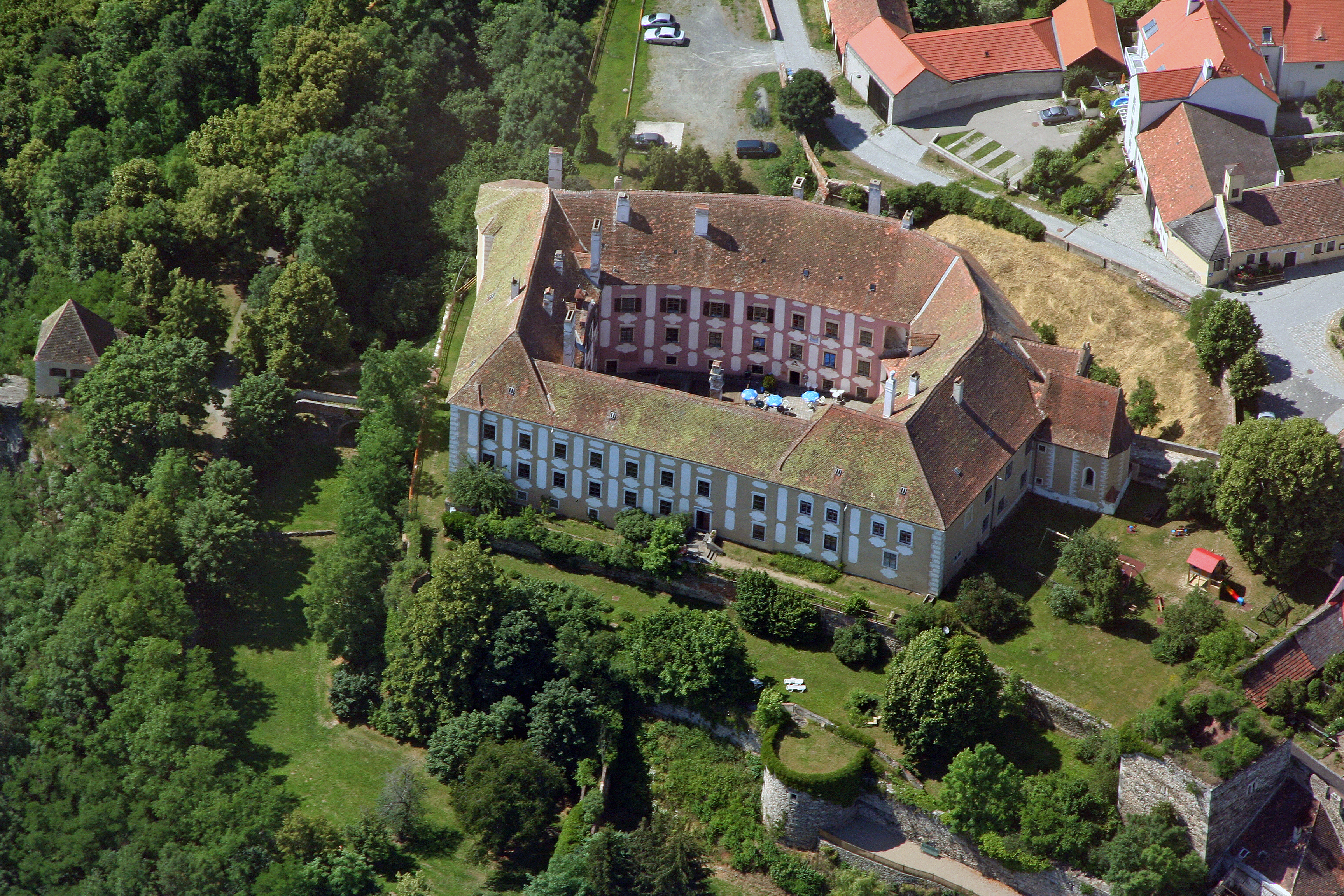
A drosendorfi kastély

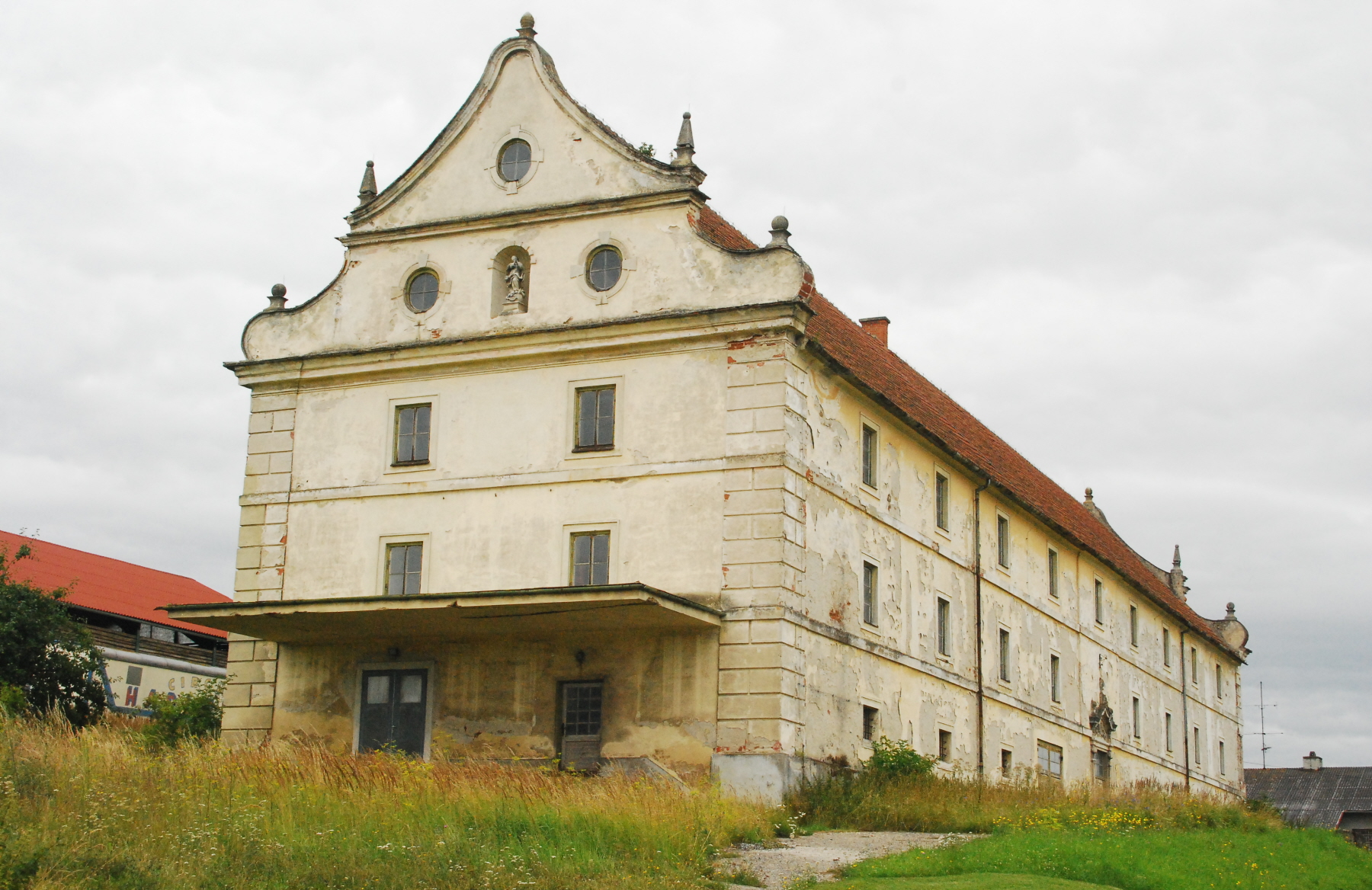
A dosendorfi magtár

Drosendorf-Zissersdorf a tartomány Waldviertel régiójában fekszik közvetlenül a cseh határ mellett, a Thaya folyó mentén. Területének 30,5%-a erdő, 61,5% áll mezőgazdasági művelés alatt. Az önkormányzat 12 települést egyesít: Autendorf (36 lakos 2024-ben), Drosendorf Altstadt (78), Drosendorf Stadt (504), Elsern (65), Heinrichsreith (59), Oberthürnau (44), Pingendorf (24), Unterthürnau (7), Wolfsbach (87), Wollmersdorf (29), Zettlitz (38) és Zissersdorf (207).
A környező önkormányzatok: keletre Langau, délre Geras, dálnyugatra Japons, nyugatra Raabs an der Thaya, északra Vratěnín, északkeletre Stálky (utóbbi kettő Csehországban).

## Története
Drosendorf a 11. század második felében jött létre a Thaya és a Thumeritzbach patak találkozásánál. 1100 körül a Pernegg grófok plébániát alapítottak (ez ma Drosendorf Altstadt plébániatemploma). A települést írásban először 1188-ban említik egy bizonyos Albero de Drozendorf nevében. Ekkor épült a fallal körülvett új vár, de a korábbi, falu jellegű település is megmaradt, amelyet először II. Frigyes herceg 1242-ből származó oklevelében említenek óvárosként (antiqua civitas).
A Pernegg család 1220 körüli kihalása után Drosendorf az osztrák hercegek kezére került. 1240 körül már városnak nevezték. 1278 nyarán Stephan von Maissau 16 napon át védte a várost II. Ottokár cseh király ellen, így Habsburg Rudolf királynak elegendő ideje volt arra, hogy összegyűjtse seregét a döntő dürnkruti csatához. Később a Habsburgok elzálogosították a várost a Maissauer családnak; őket a Wallsee (1327-től) és az Eitzinger (1438-tól) nemzetségek követték a város urainak sorában. Drosendorf 1310-ben Szép Frigyes hercegtől városjogot kapott, 1379-ben és 1399-ben pedig vásártartási privilégiumokat. 1560-ban I. Ferdinánd császár címert adományozott a városnak. 1616-ban állították fel a főtéren a 8 m magas Roland-oszlopot, amely pellengérként is szolgált (ebben a funkciójában a legmagasabb az egész német nyelvterületen). 
1607-ben II. Rudolf császár eladta a drosendorfi uradalmat a Mollarth báróknak, de maga a város császári birtok maradt. A kastély és az uradalom ezután a Muschinger, Kurz, Sprinzenstein, Lamberg-Sprinzenstein és 1822-től pedig a Hoyos-Sprinzenstein családoké volt. Ma a kastélyt oktatási központként és panzióként hasznosítják.
Drosendorfot a harmincéves háborúban elfoglalták a svédek (1645), a lengyel örökösödési háborúban a franciákkal szövetséges szászok (1735), a napóleoni háborúk során a franciák (1805, 1809) és az osztrák-porosz háborúban pedig a poroszok (1866). Az 1742-ben és 1846-ban tűzvész pusztította el a város jelentős részét. A 19. században a fő kereskedelmi utaktól távol fekvő Drosendorf jelentősége csökkent. Csak 1909-ben csatlakoztatták a vasúti hálózathoz (a vonal mára megszűnt). Bár épült egy gyertya- és egy olajprésüzem, a város gazdasága továbbra is a mezőgazdaságon és a kisiparon alapult. A 20. században népszerű üdülőhellyé vált. Az első világháborúban a barokk magtár épületében internálótábor működött, ahol egy időben Kun Béla is raboskodott. 

## Lakosság
A drosendorf-zissersdorfi önkormányzat területén 2024 januárjában 1178 fő élt. A lakosságszám 1934-ben érte el a csúcspontját 2642 fővel, azóta csökkenő tendenciát mutat. 2022-ben az ittlakók 94,7%-a volt osztrák állampolgár; a külföldiek közül 1% a régi (2004 előtti), 2,1% az új EU-tagállamokból érkezett. 0,4% az egykori Jugoszlávia (Szlovénia és Horvátország nélkül) vagy Törökország, 1,8% pedig egyéb ország polgára volt. 2001-ben a lakosok 92,1%-a római katolikusnak, 1,8% evangélikusnak, 0,2% ortodoxnak, 0,3% mohamedánnak, 4,4% pedig felekezeten kívülinek vallotta magát. Ugyanekkor egy magyar élt a városban; a legnagyobb nemzetiségi csoportot a németek (97,2%) mellett a csehek alkották 0,8%-kal.
A népesség változása:

| 2016 | 1 223 |
| 2018 | 1 213 |

## Látnivalók
- a drosendorfi kastély
- a drosendorfi Szt. Márton-templom

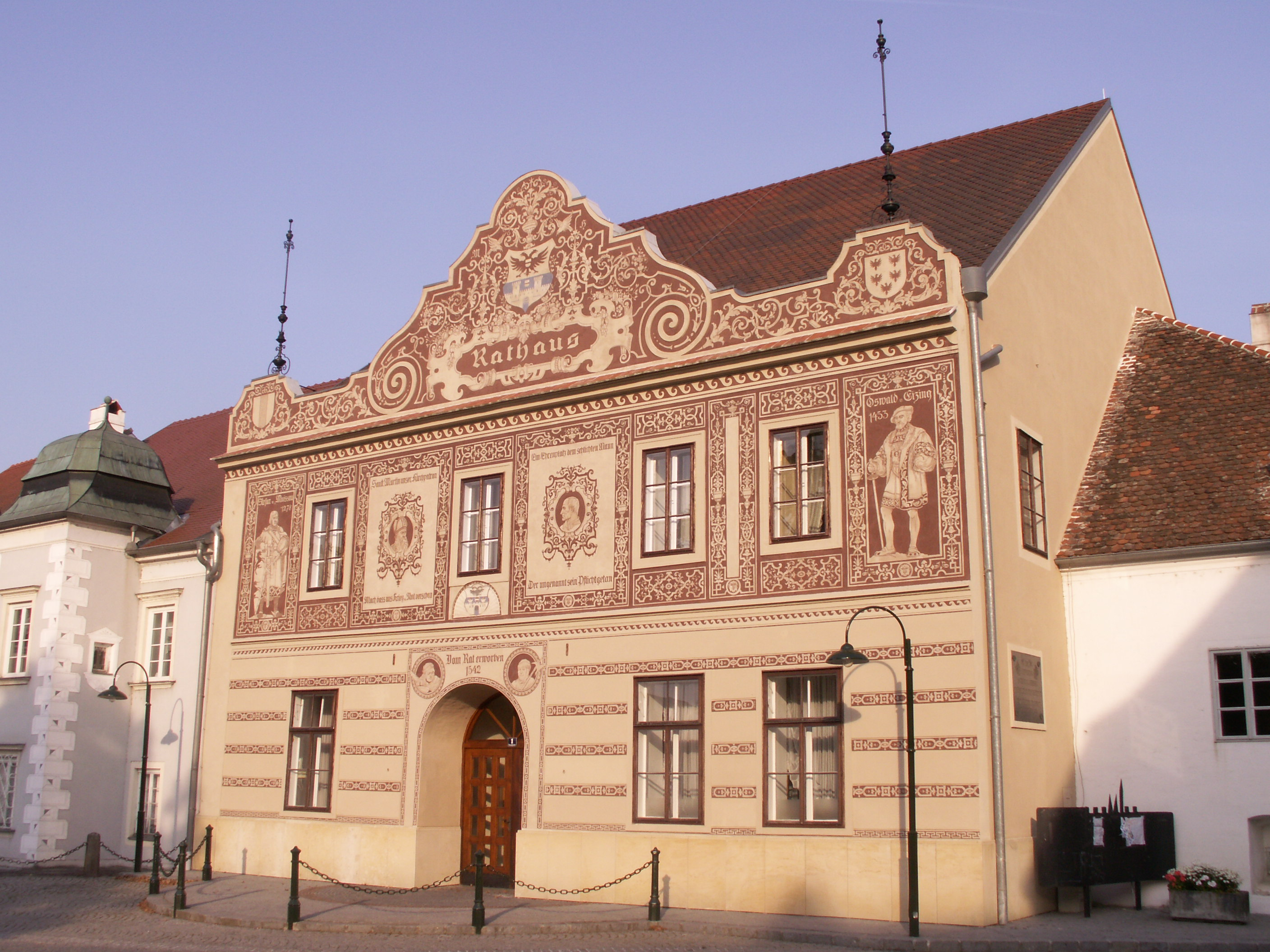
A városháza

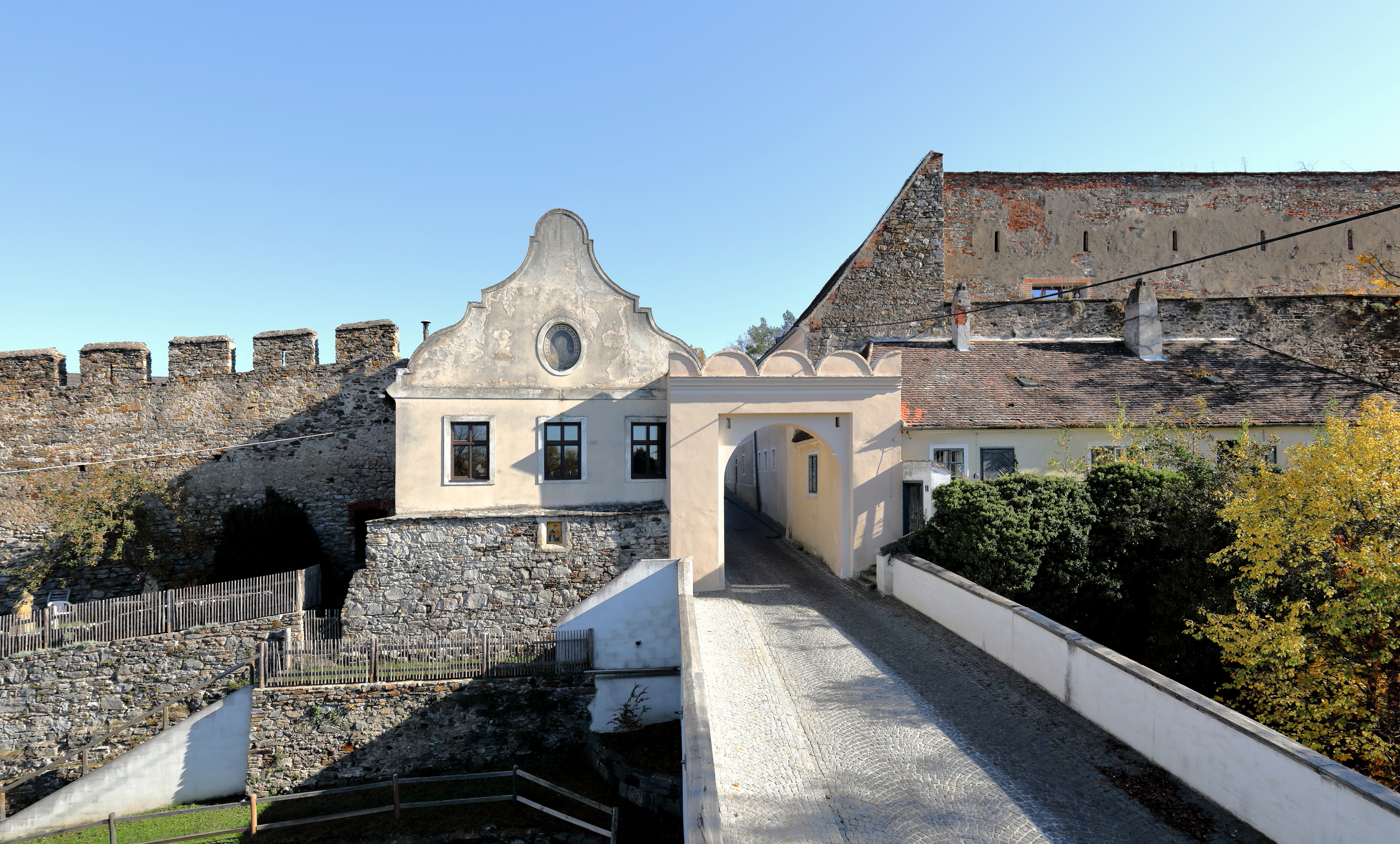
A középkori városfal

- az altstadti Péter és Pál-plébániatemplom
- a 16. századi városháza
- a főtéri Roland-oszlop
- a középkori városfal
- a 15. században alapított magtár
- a Franz Kiessling-múzeum
- a zissersdorfi Szent János és Pál-plébániatanplom

## Fordítás
- Ez a szócikk részben vagy egészben  a   Drosendorf-Zissersdorf című német Wikipédia-szócikk ezen változatának fordításán alapul.  Az eredeti cikk szerkesztőit annak laptörténete sorolja fel. Ez a jelzés csupán a megfogalmazás eredetét és a szerzői jogokat jelzi, nem szolgál a cikkben szereplő információk forrásmegjelöléseként.